# Evangelische Kirche Neuengeseke

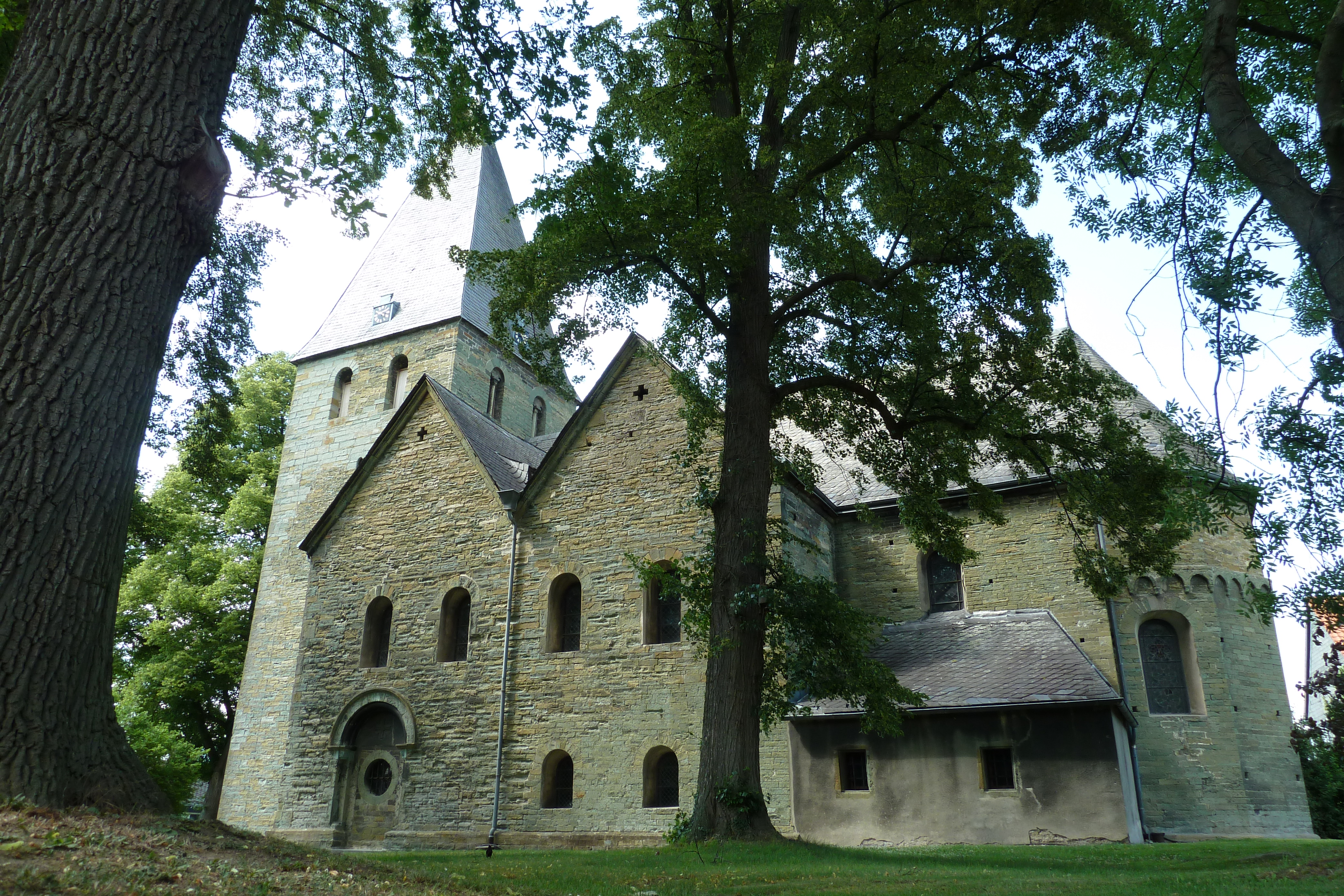
St. Johannes der Täufer, Neuengeseke

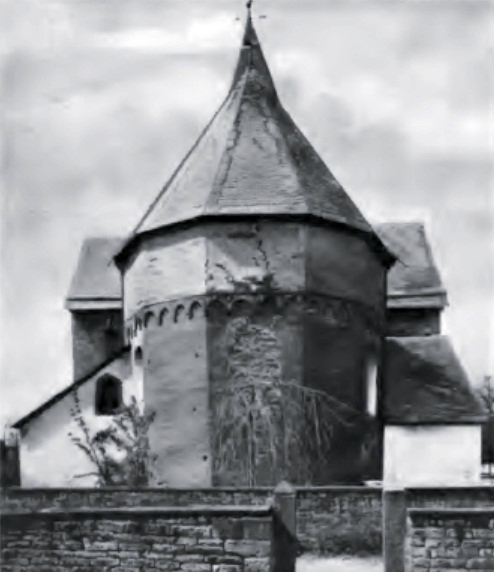
Evangelische Kirche, Ostansicht, Foto etwa 1902

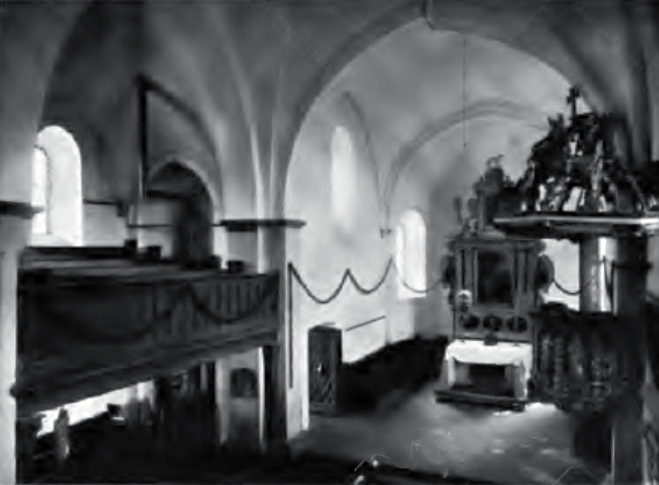
Innenansicht 1897

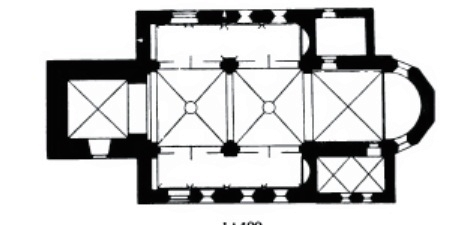
Grundriss von etwa 1902

Die Evangelische Kirche in Neuengeseke, einer Ortschaft in Bad Sassendorf im Kreis Soest (Nordrhein-Westfalen), ist ein unter Denkmalschutz stehendes Gebäude mittelalterlichen Ursprungs.

## Geschichte und Architektur
Ein Vorgängerbau wurde 1973 ergraben. Es handelte sich um einen Saalbau mit eingezogenem Rechteckchor.
Die ehemals dem Heiligen Johannes der Täufer geweihte Kirche ist eine romanische Kirche aus hammerrechtem Bruchstein. Der einjochige Chor schließt fünfseitig. Der Westturm wirkt massig, er wurde in der ersten Hälfte des 12. Jahrhunderts errichtet. Das Langhaus und der Chor wurden um 1220 gebaut. Die Apsis über dem Bogenfries wurde nachträglich bis zur Traufe des Chorjoches erhöht. Die untere Fensterreihe des Langhauses brach 1876 beim Einbau von Emporen ein. Der schlichte Bau ist mit Quersatteldächern über den Seitenschiffjochen gedeckt. Die Seitenwände sind durch hochsitzende Rundbogenfenster gegliedert. Das südliche der ursprünglich drei Portale wurde vermauert. Die Gewändesäulen der zwei Langhausportale wurden bis auf Reste der Kapitelle beseitigt. Der fünfgeschossige, quadratische Turm ist mit einem Pyramidendach bekrönt. Im Mittelschiff ruhen kuppelige Kreuzgewölbe zwischen spitzbogigen Gurt- und Scheidbögen. Die Grate sind im Scheitel zu Ringen zusammengefasst. In die schmalen Seitenschiffe wurden einhüftige Gewölbe eingezogen. Die rundbogig zum Mittelschiff geöffnete Turmhalle und das Chorquadrat sind gratgewölbt. Der Chorschluss ist halbrund als Konche ausgebildet. In die Ostwände der Seitenschiffe sind flache Nischen eingelassen. Die Sakristeitür mit gotisierendem Stabwerk ist mit 1685 bezeichnet.

## Ausstattung
- Die geschnitzten und farbig gefassten Retabel für den Haupt- und ehemaligen Nebenaltar mit Säulen, Gemälden und lehrhaften Inschriften sind beide mit 1661 bezeichnet.
- Das Antependium von 1693 wurde 1976 restauriert.
- Der kelchförmige Taufstein ist mit 1691 bezeichnet.
- Die figurenreiche Kanzel wurde 1712 vom Tischler Martin Müller aus Soest angefertigt.
- Ein Kruzifix aus Holz stammt wohl von der ersten Hälfte des 15. Jahrhunderts.
- Drei Glocken, Töne es′–f′–g′. Die große und die kleine Glocke wurden 1767 von Johann Michael Stocky (Stocké) in Niederleuken bei Saarburg gegossen. Die mittlere Glocke stammt aus der Glockengießerei Rincker in Sinn.